# Adolf Busch
Pour les articles homonymes, voir Busch.
Adolf Busch, né le 8 août 1891 à Siegen en province de Westphalie, Empire allemand et mort le 9 juin 1952 à Guilford dans le Vermont, États-Unis, est un violoniste et compositeur allemand. Son frère Fritz Busch était chef d'orchestre, son autre frère Hermann Busch était violoncelliste, son troisième frère Willi Busch (de) était acteur.

## Biographie
Adolf Busch était le mentor, et plus tard beau-père, de Rudolf Serkin, avec lequel il forma des décennies durant un duo fameux. Il était également le premier violon du quatuor Busch, de renommée mondiale et dont les enregistrements (surtout des quatuors de Ludwig van Beethoven) restent inégalés en termes de profondeur et de puissance de conviction. Adolf Busch était aussi un proche ami et un fréquent partenaire musical de Ferrucio Busoni.
Homme intègre dans la musique comme en dehors, Busch était aussi un anti-nazi convaincu. Quoique très aimé en Allemagne, et courtisé par le régime nazi, il choisit l'exil dès 1933, se réfugiant d'abord à Bâle, puis en 1939 aux États-Unis, dans le Vermont où il décède en 1952.
Il fut l'un[réf. souhaitée] des maîtres de Yehudi Menuhin.

## Études
Le philosophe et musicologue André Tubeuf lui a consacré un ouvrage intitulé Adolf Busch : le premier des justes (Actes Sud, 2015).